# Glammertime
Glammertime was een showbizzmagazine van productiehuis Woestijnvis.  Het programma werd in 2016 uitgezonden op VIER. Er werden 2 seizoenen van in totaal 14 afleveringen gemaakt.

## Concept
Het programma bracht op een licht ironische manier binnenlands en buitenlands nieuws uit de showbizzwereld.  De glammertime reporters gingen naar premières en evenementen, maar naast deze reportages bevatte het programma ook een aantal vaste rubrieken:
- Élodie Ouédraogo neemt het lifestylegedeelte voor haar rekening en test allerhande dingen uit
- Annelore De Donder schuimt galaevenementen, filmpremières en BV-feestjes af
- Karen Damen interviewt elke week een BV, waarbij de vragen opgesteld werden door de BV zelf
- Marijke Respeel gaat op bezoek bij bekende vlamingen thuis

## Presentatoren
Het eerste seizoen, dat liep van 11 april tot 23 mei 2016. Het 2de seizoen liep van 15 september tot 20 oktober 2016.
- Élodie Ouédraogo (Seizoen 1-2)
- Annelore De Donder (Seizoen 1-2)
- Karen Damen (Seizoen 1)
- Marijke Respeel (Seizoen 1)
- Gilles Van Bouwel (Seizoen 2)
- Jani Kazaltzis (Seizoen 2)